# 절대호기성 미생물

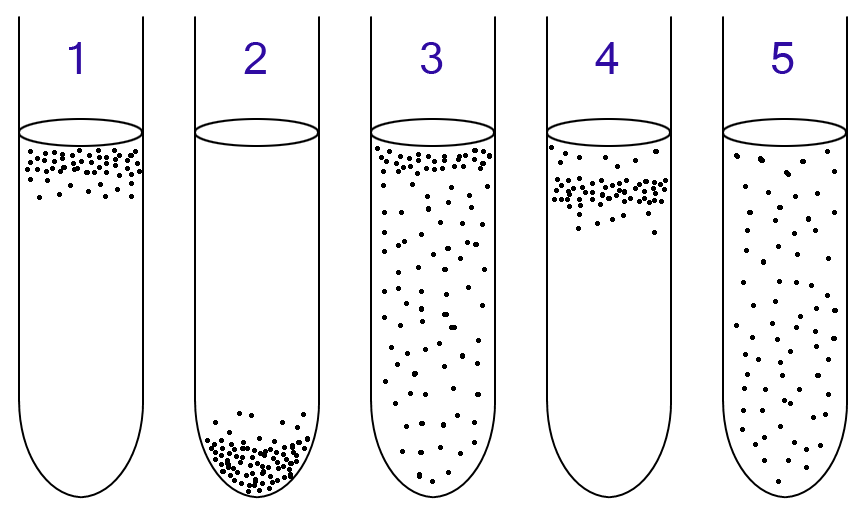
Anaerobic bacteria can be identified by growing them in test tubes of thioglycollate broth:
1: Obligate aerobes need oxygen because they cannot ferment or respire anaerobically. They gather at the top of the tube where the oxygen concentration is highest.
2: Obligate anaerobes are poisoned by oxygen, so they gather at the bottom of the tube where the oxygen concentration is lowest.
3: Facultative anaerobes can grow with or without oxygen because they can metabolise energy aerobically or anaerobically. They gather mostly at the top because aerobic respiration generates more ATP than either fermentation or anaerobic respiration.
4: Microaerophiles need oxygen because they cannot ferment or respire anaerobically. However, they are poisoned by high concentrations of oxygen. They gather in the upper part of the test tube but not the very top.
5: Aerotolerant organisms do not require oxygen as they metabolise energy anaerobically. Unlike obligate anaerobes however, they are not poisoned by oxygen. They can be found evenly spread throughout the test tube.

절대호기성 미생물(絶對好氣性微生物, 영어: obligate aerobe)은 성장에 산소가 필요한 미생물이다. 이 미생물은 발효(fermentation)나 무산소 호흡(anaerobic respiration)을 할 수 없기 때문에 산소가 필요하다.

절대호기성 미생물은 초과산화물 불균등화효소(superoxide dismutase)와 카탈레이스(catalase)는 있지만 과산화효소(peroxidase)는 없다.

## 같이 보기
- 절대혐기성 미생물(obligate anaerobe)
- 조건혐기성 미생물(facultative anaerobe)
- 약호기성 미생물(microaerophile)
- 산소내성 혐기성 미생물(aerotolerant anaerobe)